# لارش رانته
لارش رانته (دانمارکی: Lars Ranthe؛ ‏ ۲۶ اوت ۱۹۶۹) بازیگر و صداپیشه اهل دانمارک است.
از فیلم‌هایی که وی در آن نقش داشته‌است، می‌توان به شکار، سیب‌های آدم، برادران، اوکی، نیمکت، کمون، روزی خواهد رسید، فردی فراگ‌فیس و یک دور دیگر اشاره کرد.